# سنجاب شکم‌خاکستری
سنجاب شکم‌خاکستری (نام علمی: Callosciurus caniceps) نام یک گونه از سرده زیباسنجاب‌ها است.